# 胶海关副税务司住宅
36°03′28″N 120°19′51″E / 36.05778°N 120.33083°E
胶海关副税务司住宅位于中国山东省青岛市市南区鱼山路2号，建于1900年，最初为胶海关副税务司艾瑞时的住宅，现为市南区一般不可移动文物。

## 历史
胶海关副税务司住宅为胶海关时任副税务司（帮办）艾瑞时（E. O. Reis）于1900年所建，与东侧的胶海关税务司阿理文住宅仅一街之隔。1901年，艾瑞时离任。1912年，时任中国海关总税务司安格联购入该楼，将其作为避暑别墅。1949年后，该楼曾为海军军产。鱼山路2号院原有同期建造的两座住宅楼，其中西侧建筑1987年海洋科技馆扩建时拆除，现存建筑改为青岛海产博物馆办公楼至今。2000年列入第一批青岛市历史优秀建筑名单。2012年11月6日列入市南区未核定为文物保护单位的不可移动文物（一般不可移动文物）名录。

## 建筑特色

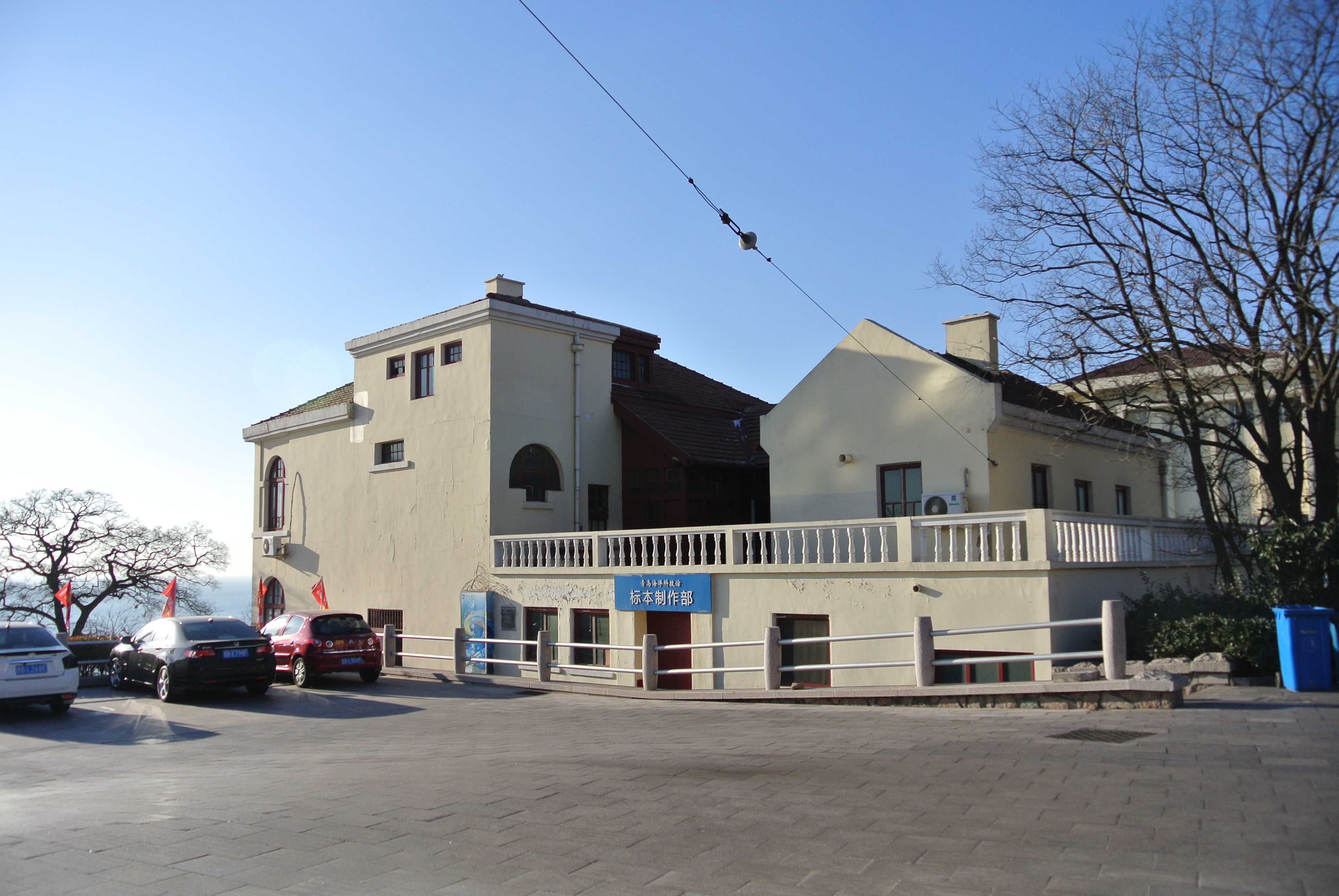
东立面

胶海关副税务司住宅面向汇泉湾，院门东临鱼山路，占地13133.39平方米，建筑面积1022.45平方米。住宅主体建筑为砖石结构，花岗岩砌墙基，地上2层，地下1层，红瓦坡屋顶阁楼。入口位于东立面，一层西南角设花岗岩石柱支撑的角窗。室内为木板地面、木制楼梯，木制门板及楼梯扶手均有简单雕饰。